# 한송이 (축구인)
한송이(1985년 7월 28일~)는 대한민국의 은퇴한 여자 축구 선수로, 포지션은 공격수이다. 

## 학력
- 장호원고등학교 졸업
- 여주대학교 졸업

## 선수 경력
- 2015년 2월 1일 기준

### 클럽
| 클럽             | 시즌 | 한국여자축구연맹전 (춘계/추계) | 한국여자축구연맹전 (춘계/추계) | 전국여자축구선수권대회 | 전국여자축구선수권대회 | 전국체육대회 | 전국체육대회 | 통산 | 통산 |
| 클럽             | 시즌 | 출장                           | 득점                           | 출장                   | 득점                   | 출장         | 득점         | 출장 | 득점 |
| ---------------- | ---- | ------------------------------ | ------------------------------ | ---------------------- | ---------------------- | ------------ | ------------ | ---- | ---- |
| 인천 레드엔젤스  | 2006 | 3/4                            | 0/2                            |                        |                        |              |              |      |      |
| 인천 레드엔젤스  | 2007 | 3/3                            | 0/2                            | 3                      | 1                      | 3            | 2            | 12   | 5    |
| 충남 일화 천마   | 2008 | 3/3                            | 1/1                            | 3                      | 1                      | 2            | 1            | 11   | 4    |
| 통산             | 통산 | 19                             | 6                              |                        |                        |              |              |      |      |
| 클럽             | 시즌 | WK리그                         | WK리그                         | 전국여자축구선수권대회 | 전국여자축구선수권대회 | 전국체육대회 | 전국체육대회 | 통산 | 통산 |
| 클럽             | 시즌 | 출장                           | 득점                           | 출장                   | 득점                   | 출장         | 득점         | 출장 | 득점 |
| 충남 일화 천마   | 2009 | 18                             | 5                              | -                      | -                      | 3            | 1            | 21   | 6    |
| 충남 일화 천마   | 2010 | 20                             | 4                              | 3                      | 0                      | 1            | 0            | 24   | 4    |
| 충남 일화 천마   | 2011 | 20                             | 1                              | 5                      | 1                      | 2            | 0            | 27   | 2    |
| 고양 대교        | 2012 | 13                             | 4                              | 4                      | 4                      | 2            | 0            | 19   | 8    |
| 고양 대교        | 2013 | 18                             | 2                              | 4                      | 0                      | -            | -            | 22   | 2    |
| 고양 대교        | 2014 | 23                             | 2                              | 3                      | 1                      | -            | -            | 26   | 3    |
| 수원시설관리공단 | 2015 |                                |                                |                        |                        |              |              |      |      |
| 통산             | 통산 | 112                            | 18                             | 19                     | 6                      | 8            | 1            | 139  | 25   |

### 국가대표팀
- 2002년 아시안 게임 여자 축구 국가대표
- 2004년 AFC U-19 여자 챔피언십 국가대표
- 2004년 FIFA U-19 세계 여자 축구 선수권 대회 국가대표
- 2005년 동아시아 여자 축구 선수권 대회 국가대표
- 2008년 동아시아 여자 축구 선수권 대회 국가대표
- 2008년 AFC 여자 아시안컵 국가대표
- 2008년 피스퀸컵 국가대표

## 국가대표팀 득점 기록
- 2015년 2월 1일 기준
- 득점과 결과 리스트는 대한민국 여자 축구 국가대표팀의 득점을 먼저 기록

| # | 일시            | 장소               | 상대 국가  | 득점 | 결과 | 경기 형식                             |
| - | --------------- | ------------------ | ---------- | ---- | ---- | ------------------------------------- |
| 1 | 2002년 8월 27일 | 중국, 우한시       | 러시아     | 3-2  | 3-2  | 친선경기                              |
| 2 | 2005년 8월 1일  | 대한민국, 전주시   | 중국       | 1-0  | 2-0  | 2005년 동아시아 여자 축구 선수권 대회 |
| 3 | 2008년 3월 26일 | 태국, 나콘랏차시마 | 말레이시아 | 7-0  | 14-0 | 2008년 AFC 여자 아시안컵 예선         |
| 4 | 2008년 3월 26일 | 태국, 나콘랏차시마 | 말레이시아 | 10-0 | 14-0 | 2008년 AFC 여자 아시안컵 예선         |
| 5 | 2008년 3월 28일 | 태국, 나콘랏차시마 | 태국       | 1-0  | 4-0  | 2008년 AFC 여자 아시안컵 예선         |
| 6 | 2008년 3월 28일 | 태국, 나콘랏차시마 | 태국       | 3-0  | 4-0  | 2008년 AFC 여자 아시안컵 예선         |
| 7 | 2008년 11월 1일 | 미국, 리치먼드     | 미국       | 1-3  | 1-3  | 친선경기                              |

## 수상 경력

### 클럽

#### 인천 레드엔젤스
- 춘계한국여자축구연맹전 우승 1회: 2006
- 추계한국여자축구연맹전 우승 1회: 2006

#### 충남 일화 천마
- 전국여자축구선수권대회 우승 1회: 2011
- 전국여자축구선수권대회 준우승 1회: 2008
- 전국체육대회 우승 1회: 2008

#### 고양 대교
- WK리그 우승 1회: 2012
- WK리그 준우승 1회: 2014
- 전국여자축구선수권대회 우승 1회: 2013

### 국가대표팀
- 2002년 아시안 게임 4위
- 2004년 AFC U-19 여자 챔피언십 우승
- 2005년 동아시아 여자 축구 선수권 대회 우승

### 개인
- 2008년 전국여자축구선수권대회 우수선수
- 2009년 WK리그 올스타전 출전
- 2011년 WK리그 올스타전 출전
- 2012년 전국여자축구선수권대회 득점왕